# Liste der Auslandsvertretungen Mosambiks

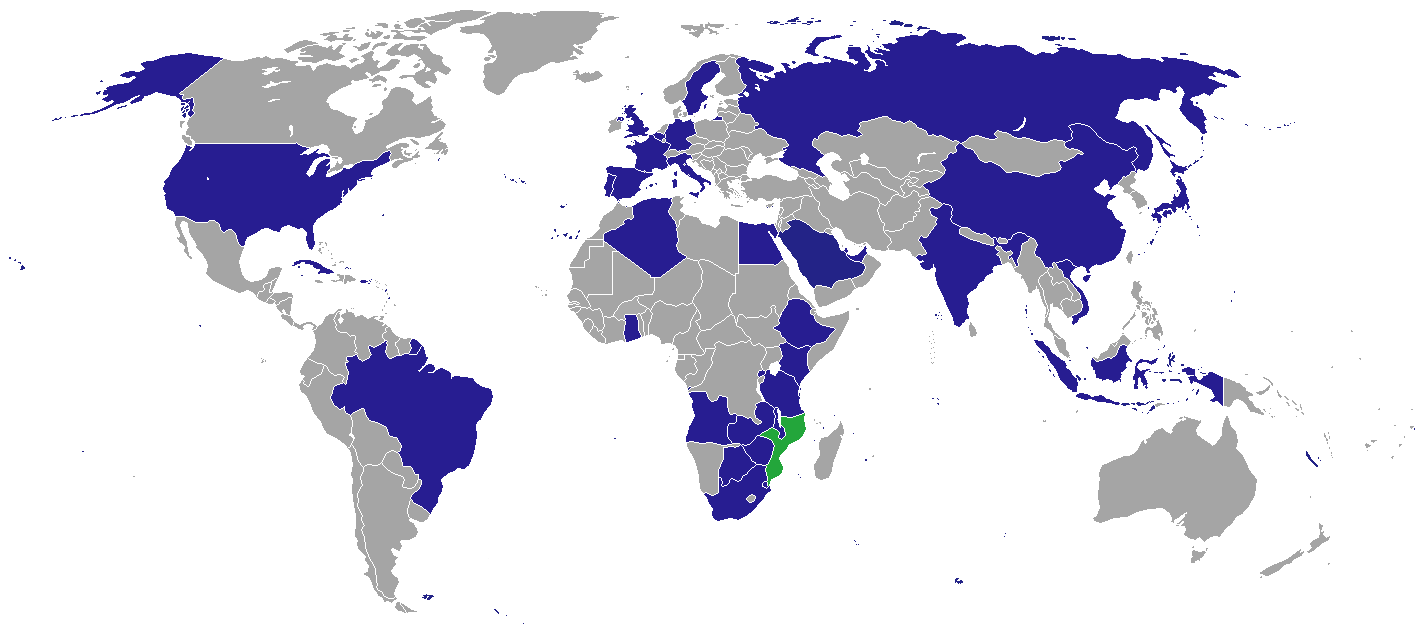
Standorte der diplomatischen Vertretungen (Botschaften und Konsulate, ohne Honorarkonsulate)

Dies ist eine Liste der diplomatischen Vertretungen Mosambiks. Die Republik Mosambik unterhält ein Netzwerk von 38 Botschaften, Konsulaten und Hohen Kommissionen sowie zahlreichen Honorarkonsulaten weltweit.

## Botschaften und Konsulate

### Afrika
| - Ägypten - Kairo, Botschaft - Amtsbezirk: Ägypten, Algerien, Libyen und Tunesien - Algerien - Algier, Botschaft - Angola - Luanda, Botschaft - Amtsbezirk: Angola und São Tomé und Príncipe - Äthiopien - Addis Abeba, Botschaft - Botswana - Gaborone, Hohe Kommission - Kenia - Nairobi, Hohe Kommission - Amtsbezirk: Kenia und Uganda - Malawi - Lilongwe, Hohe Kommission - Blantyre, Generalkonsulat - Sambia - Lusaka, Hohe Kommission | - Simbabwe - Harare, Hohe Kommission - Mutare, Generalkonsulat - Südafrika - Pretoria, Hohe Kommission - Johannesburg, Generalkonsulat - Durban, Konsulat - Kapstadt, Konsulat - Nelspruit, Konsulat - Amtsbezirk: Südafrika, Namibia, Mauritius, Madagaskar und Lesotho - Eswatini - Mbabane, Hohe Kommission - Tansania - Dar-es-Salam, Hohe Kommission - Sansibar, Generalkonsulat |

### Asien
| - Volksrepublik China - Peking, Botschaft - Hongkong, Honorarkonsulat - Macau, Generalkonsulat - Amtsbezirk: China und Nordkorea - Indien - Neu-Delhi, Hohe Kommission - Amtsbezirk: Indien und Sri Lanka - Indonesien - Jakarta, Botschaft - Amtsbezirk: Indonesien, Malaysia, Osttimor, Singapur und Thailand | - Japan - Tokio, Botschaft - Amtsbezirk: Japan, Südkorea, Australien und Neuseeland - Vereinigte Arabische Emirate - Dubai, Generalkonsulat - Vietnam - Hanoi, Botschaft |

### Europa

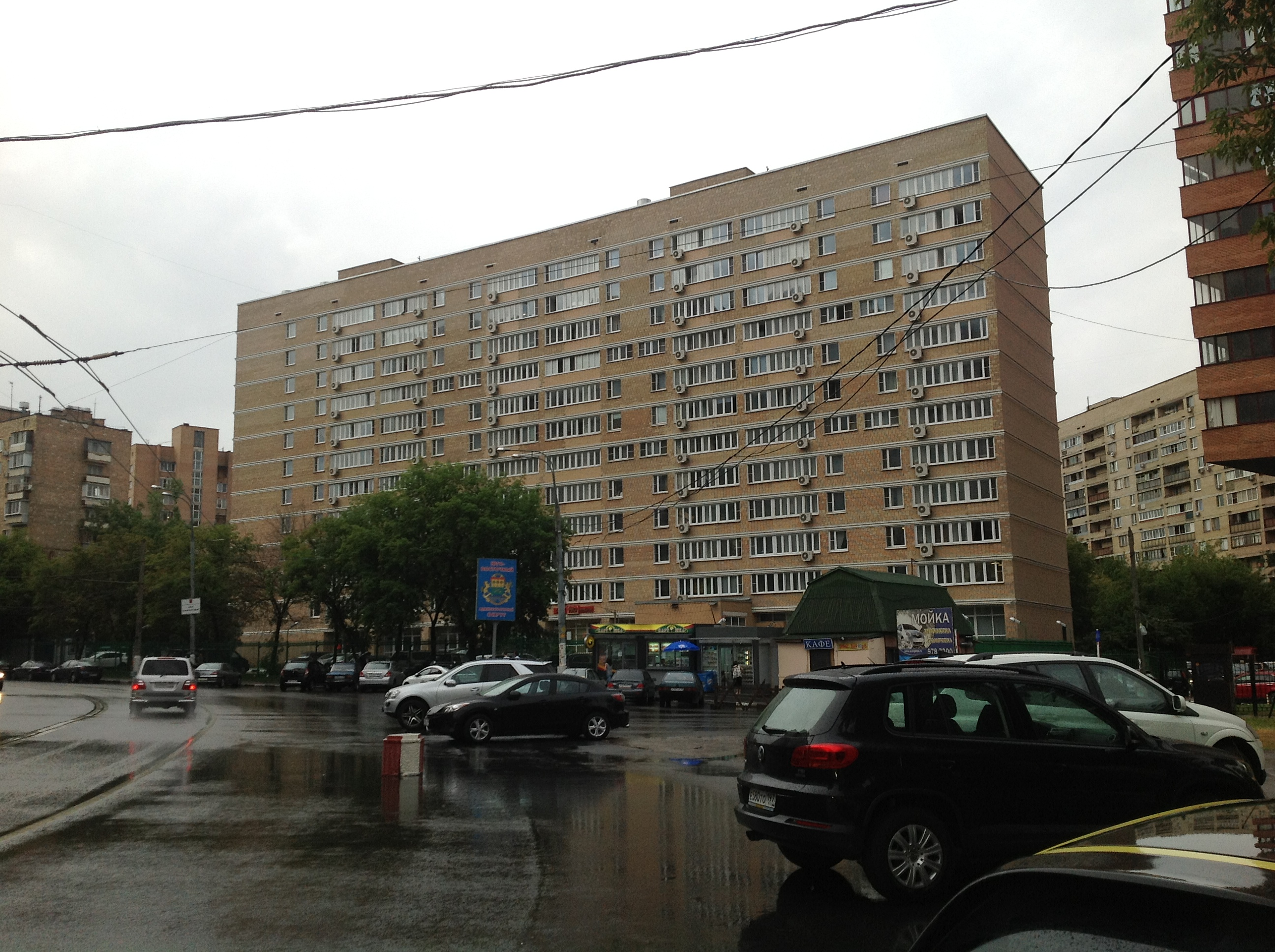
Botschaft Mosambiks in Moskau, Russland

| - Belgien - Brüssel, Botschaft - Amtsbezirk: Belgien, Luxemburg und die Niederlande - Deutschland - Berlin, Botschaft - Hamburg, Honorarkonsulat - München, Honorarkonsulat - Stuttgart, Honorarkonsulat - Amtsbezirk: Deutschland, Heiliger Stuhl, Österreich, Ungarn und Tschechien - Frankreich - Paris, Botschaft - Italien - Rom, Botschaft - Amtsbezirk: Italien, Griechenland und Malta - Portugal - Lissabon, Botschaft - Porto, Generalkonsulat | - Russland - Moskau, Botschaft - Amtsbezirk: Russland und Ukraine - Schweden - Stockholm, Botschaft - Amtsbezirk: Schweden, Island, Finnland und Dänemark - Schweiz - Genf, Botschaft - Spanien - Madrid, Botschaft - Vereinigtes Königreich - London, Hohe Kommission |

### Nord-undSüdamerika

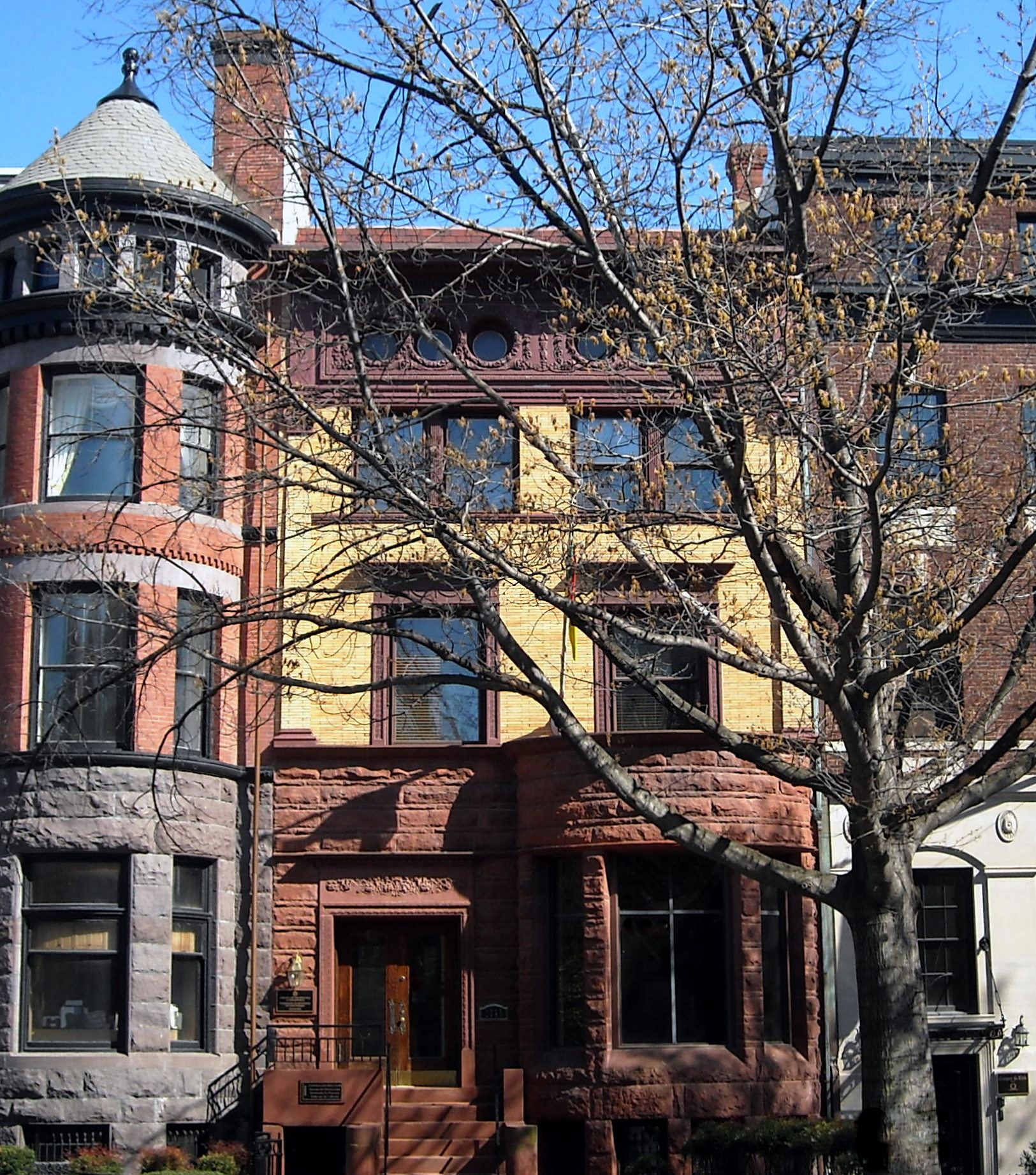
Botschaft Mosambiks in Washington, D.C., USA

| - Brasilien - Brasília, Botschaft - Belo Horizonte, Konsulat - Amtsbezirk: Brasilien, Argentinien, Chile, Paraguay, Uruguay und Venezuela - Kuba - Havanna, Botschaft - Vereinigte Staaten - Washington, D.C., Botschaft - Amtsbezirk: USA und Kanada |

## Ständige Vertretungen bei internationalen Organisationen
- AU: Addis Abeba, Ständige Vertretung
- Europäische Union: Brüssel, Ständige Vertretung
- CPLP: Lissabon, Vertretung
- Organisation der Vereinten Nationen für Erziehung, Wissenschaft und Kultur (UNESCO): Paris, Ständige Vertretung
- Vereinte Nationen: New York, Ständige Vertretung
- Vereinte Nationen: Genf, Ständige Vertretung
- Vereinte Nationen: Nairobi, Ständige Vertretung
- Welthandelsorganisation: Genf, Ständige Vertretung